# Kostenansatz
Ein Kostenansatz ist in Deutschland ein Justizverwaltungsakt, mit dem die Gerichtskosten und Auslagen eines Gerichtsverfahrens geltend gemacht werden. Er umfasst die Ermittlung der entstandenen Kosten nach Grund und Höhe sowie die Feststellung des Kostenschuldners.
Im Anwendungsbereich des Gerichtskostengesetzes ist für den Kostenansatz in Straf- und Bußgeldsachen nach § 19 Abs. 2 GKG die Staatsanwaltschaft, in gerichtlichen Verfahren das Gericht des ersten Rechtszuges (§ 19 Abs. 1 Nr. 1 GKG) und ansonsten das Rechtsmittelgericht (§ 19 Abs. 1 Nr. 2 GKG) zuständig.  Der Kostenansatz richtet sich in Verfahren nach dem Gesetz über Gerichtskosten in Familiensachen nach § 18 FamGKG und in den Angelegenheiten der freiwilligen Gerichtsbarkeit nach § 18 GNotKG.
Für den rechtzeitigen, richtigen und vollständigen Ansatz der Kosten ist der Kostenbeamte verantwortlich. Der Kostenansatz besteht in der Aufstellung der Kostenrechnung, die die Berechnung der Gerichtskosten und Justizverwaltungskosten sowie die Feststellung der Kostenschuldner zum Gegenstand hat. Dazu gehören alle für die Tätigkeit des Gerichts und der Justizverwaltung zu erhebenden Gebühren, Auslagen und Vorschüsse. Gegen den Kostenansatz ist regelmäßig das Rechtsmittel der Erinnerung gegeben.
Die gesetzlichen Vorschriften zum Kostenansatz werden ergänzt um die Kostenverfügung (KostVfG), eine Verwaltungsvorschrift des Bundesjustizministeriums sowie entsprechende Landesregelungen.